# Instrukcija
Instrukcija é o segundo álbum de estúdio da cantora e compositora lituana Jurga, diferente do último esse contém ritmos mais puxados ao rock, lançado em 19 de abril de 2007.
Faixas
1. Instrukcija
2. Koralų pasaka
3. Angelai
4. Smėlio žmonės
5. Spiderwoman
6. Juodos gulbės
7. 5th season
8. Benamio daina
9. Renkuosi Žemę
10. Ryte
11. Per silpna
12. Šerlokas Holmsas
13. Prie žalio vandens

Clipes
- 5th Season